# Pedro Manuel Cavadas Ferreira
Pedro Manuel Cavadas Ferreira (sinh ngày 6 tháng 3 năm 1992), hay Pedro Cavadas, là một cầu thủ bóng đá người Bồ Đào Nha thi đấu cho Gondomar ở vị trí thủ môn.

## Sự nghiệp câu lạc bộ
Anh ra mắt chuyên nghiệp tại Giải bóng đá hạng nhất quốc gia Bồ Đào Nha cho Braga B vào ngày 2 tháng 9 năm 2012 trong trận đấu trước Tondela.